# Buzice
Buzice är en ort i Tjeckien.   Den ligger i regionen Södra Böhmen, i den centrala delen av landet, 80 km söder om huvudstaden Prag. Buzice ligger 427 meter över havet och antalet invånare är 135.
Terrängen runt Buzice är huvudsakligen platt. Buzice ligger nere i en dal som går i öst-västlig riktning. Runt Buzice är det ganska glesbefolkat, med 40 invånare per kvadratkilometer. Närmaste större samhälle är Strakonice, 18,0 km söder om Buzice. Trakten runt Buzice består till största delen av jordbruksmark.